# Elena Țau
Elena Țau (n. 2 iulie 1946 – d. 5 martie 2021) a fost o scriitoare, critic literar, istoric, doctor și conferențiar universitar din Republica Moldova.
A scris peste 80 de articole, analizând operele scriitorilor contemporani. A efectuat o importantă analiză literară a operelor scriitorilor pentru programele școlare și universitare. De asemenea, a fost scriitoarea mai multor cărți.

## Scurtă biografie
S-a născut în satul Cuhureștii de Sus din raionul Florești, RSS Moldovenească. A absolvit Facultatea de Filologie a Universității de Stat din Moldova (1964-1969), doctorantura la aceeași instituție (1969-1972). Din 1972 a fost lector, lector superior, conferențiar universitar la Catedra de literatură română și teorie literară a USM.
În 1974, susține teza de doctorat cu tema „Aspecte ale convenționalului artistic în proza scurtă moldovenească contemporană”, pe care a publicat-o în 1980.
S-a stins din viață la 5 martie 2021.

## Publicații, lucrări și disertații
- „Analize literar-stilistice” (1986)[3]
- „Modelări compoziționale în lirica actuală: valențe și expresie” (2000)
- „Compoziția operei literare” (2000)
- „Slove de foc și slove făurite: Antologie de poezie românească interbelică” (în colaborare, 2002)
- „Tipologia eului liric în poezia contemporană (anii ’60-’80)” (2005)
- „Limbajul operei literare” (2007)
- Coautor al „Dicționarului scriitorilor români din Basarabia” (ediția I, 2007, ediția a doua, 2010).
- „George Meniuc, pagini de corespondență” (2010)[4]
- „Eminescianismul: spirit tradițional și modern în poezia română contemporană” (2018)[2]

### Publicații în revista „Limba română”
- „Dialogismul discursului liric în Limba noastră”, Nr. 9-10, anul XXII, Chișinău, 2012
- „Perspectiva narativă: tehnică și strategie”, Nr. 5-6, anul XXVII, Chișinău, 2017
- „Autenticitatea și resursele ei în romanul Patul lui Procust de Camil Petrescu”, Nr. 7-8, anul XXVIII, Chișinău, 2018
- „Perspectiva internă și cea externă: incursiuni teoretice”, Nr. 4, anul XXIX, Chișinău, 2019
- „Scrisori inedite ale lui George Meniuc către Ovidiu Bârlea”, Nr. 6, anul XXX, Chișinău, 2020[4]